# Bryonoguchia
Bryonoguchia là một chi rêu trong họ Thuidiaceae.